# Quận Henderson, Texas
Quận Henderson (tiếng Anh: Henderson County) là một quận trong tiểu bang Texas, Hoa Kỳ. Quận lỵ đóng ở thành phố Athens. Theo kết quả điều tra dân số năm  2000 của Cục điều tra dân số Hoa Kỳ, quận có dân số 73.277 người.